# Babotok
Babotok falu Horvátországban Belovár-Bilogora megyében. Közigazgatásilag Kapelához tartozik.

## Fekvése
Belovártól légvonalban 13, közúton 16 km-re északra, községközpontjától légvonalban 4, közúton 5 km-re északkeletre, a Bilo-hegység területén, Gornje és Donje Zdelice között, a Zdela-patak partján fekszik.

## Története
A falu a török kiűzése után a 17. században keletkezett, amikor a kihalt vidékre keresztény lakosságot telepítettek be. 1774-ben az első katonai felmérés térképén „Dorf Babatok” néven szerepel. A település katonai közigazgatás idején a szentgyörgyi ezredhez tartozott. Lipszky János 1808-ban Budán kiadott repertóriumában „Babottok” néven szerepel.  
Nagy Lajos 1829-ben kiadott művében „Babottok” néven 14 házzal, 92 katolikus vallású lakossal találjuk.
A katonai közigazgatás megszüntetése után Magyar Királyságon belül Horvátország részeként, Belovár-Kőrös vármegye Belovári járásának része volt. A településnek 1857-ben 138, 1910-ben 233 lakosa volt. Az 1910-es népszámlálás szerint teljes lakossága horvát anyanyelvű volt. 1918-ban az új szerb-horvát-szlovén állam, majd később Jugoszlávia része lett. 1941 és 1945 között a németbarát Független Horvát Államhoz, majd a háború után a szocialista Jugoszláviához tartozott. A háború után a fiatalok elvándorlása miatt lakossága folyamatosan csökkent. 1991-től a független Horvátország része. 1991-ben lakosságának 99%-a horvát nemzetiségű volt. 2011-ben a településnek 112 lakosa volt.

## Lakossága
| Lakosság változása | Lakosság változása | Lakosság változása | Lakosság változása | Lakosság változása | Lakosság változása | Lakosság változása | Lakosság változása | Lakosság változása | Lakosság változása | Lakosság változása | Lakosság változása | Lakosság változása | Lakosság változása | Lakosság változása | Lakosság változása |
| ------------------ | ------------------ | ------------------ | ------------------ | ------------------ | ------------------ | ------------------ | ------------------ | ------------------ | ------------------ | ------------------ | ------------------ | ------------------ | ------------------ | ------------------ | ------------------ |
| 1857               | 1869               | 1880               | 1890               | 1900               | 1910               | 1921               | 1931               | 1948               | 1953               | 1961               | 1971               | 1981               | 1991               | 2001               | 2011               |
| 138                | 174                | 187                | 210                | 210                | 233                | 216                | 236                | 239                | 246                | 232                | 197                | 186                | 154                | 124                | 112                |